# ドミニオン・タワー (モスクワ)
ドミニオン・タワー（露: Доминион тауэр, 英: Dominion Tower）は、ロシアの建築物である。ドミニオン・オフィスビルディング（英: Dominion Office Building）とも呼ばれる。

## 概要
モスクワの南東部にあるドゥブロフカ地区 (ru:Дубровка (Москва)) のシャリコポドシプニコフスカヤ通り (ru:Шарикоподшипниковская улица) の5番地に所在する。9階建て（地上7階、地下2階）のオフィスビルであり、工業地帯の中に立地している。脱構築主義に分類される。デザインは、ロシア・アヴァンギャルドの建築の影響を受けている。最寄駅は、モスクワ地下鉄のリュビリーンスコ＝ドミトロフスカヤ線のドゥブロフカ駅 (en:Dubrovka (Lyublinsko–Dmitrovskaya line)) である。

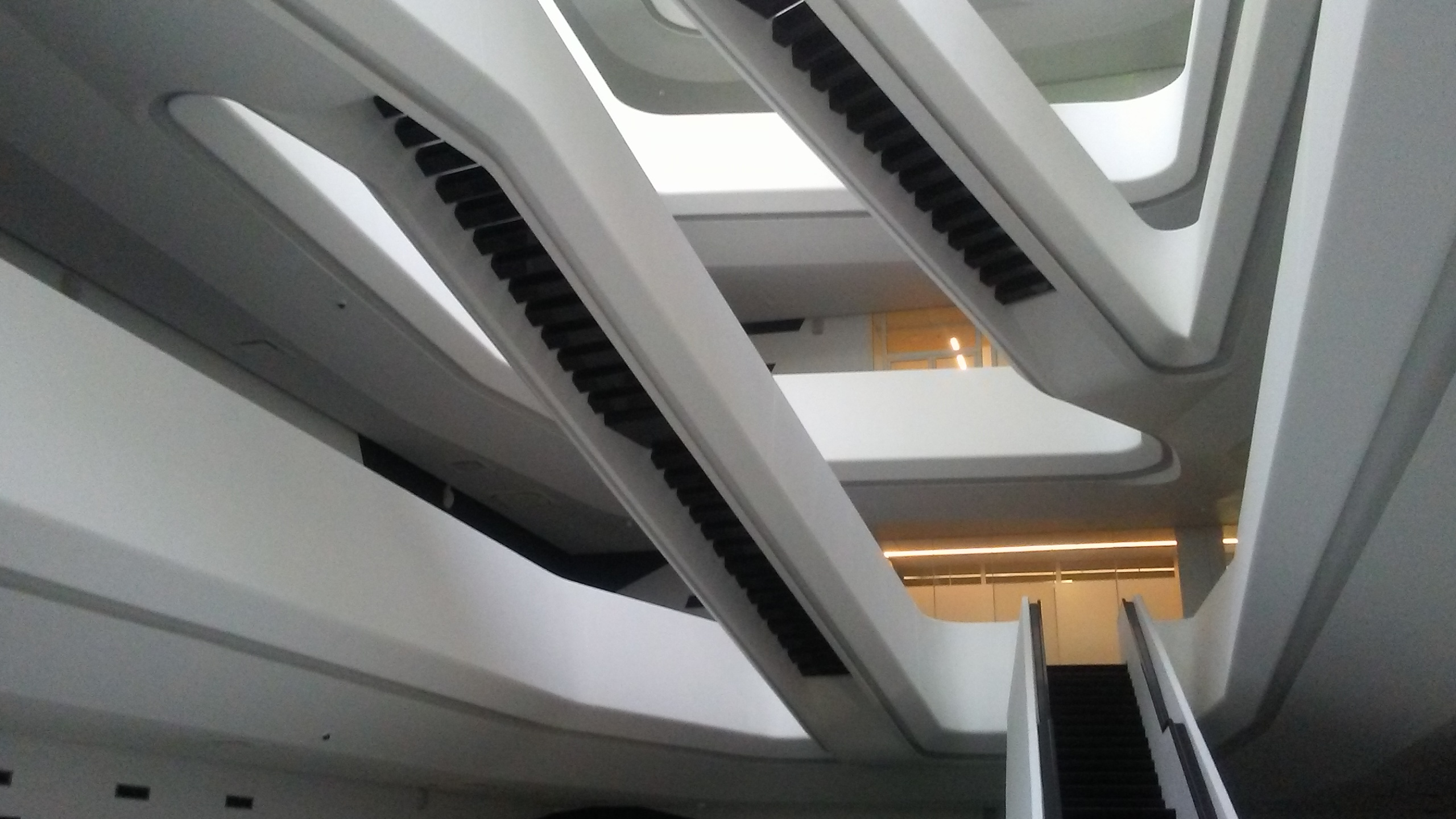
アトリウム

建築家ザハ・ハディッドが初めてロシアに建てた作品である。設計は、ザハ・ハディッドおよび Patrik Schumacher による。建設は、ザハ・ハディッド・アーキテクツ (en:Zaha Hadid Architects) による。クライアントは Dominion-M である。建設業者は Строй Групп である。
白色と黒色で構成されるアトリウムでは、階段が複雑に交差している。それぞれの階は、カンチレバー構造となっている。1階には、会議室がある他、テラスをもつレストランが設けられている。建材には、壁パネルに用いられているドイツ製の材料などを除いて、主にロシア製のものが用いられている。
延床面積は 21,475 平方メートルであり、平均床面積は 1,488 平方メートルである。敷地面積は 3,134 平方メートルである。オフィス部分の面積は 10,416.3 平方メートルであり、共用部分の面積は 3,551.4 平方メートルである。アトリウム面積は 396.8 平方メートルである。高さは 36.27 メートルである。

## 来歴
2004年に構想され、2007年に建設工事が開始されたが、2008年に世界的な経済恐慌の影響を受け、工事が中断される。2011年に工事が再開され、2012年以降に主要な工事が行われた。2015年の秋に建設工事が完成され、同年9月に開設された。2016年、OfficeNext による “Best Office Awards 2016” のアトリウムに関連する部門で優勝する。